# Vive la France (album)
Pour les articles homonymes, voir Vive la France.
Vive la France est le second album studio du groupe Les Musclés.

## Historique
Cet opus est sorti en novembre 1990 chez AB Disques/Polygram. Il contient de nombreux tubes comme Merguez-Partie classé n°25 au Top 50 et La Musclada classé n°8.
Sur cet album figure Le plus grand orchestre de l'univers, une chanson enregistrée lors des concerts de Dorothée à Bercy en janvier 1990 et qui permettait à la chanteuse de présenter ses musiciens Les Musclés.
Le groupe se produit en concert à l'Olympia de Paris pour huit représentations en novembre 1990 et joue en première partie des concerts de Dorothée en tournée en France, en Chine et dans les DOM-TOM en 1991.

## Liste des chansons
1. Vive la France
2. Dans le cœur d'une fille
3. Le Plus Grand Orchestre de l'univers (duo avec Dorothée)
4. On va faire lalalaitou ce soir
5. Une brune au clair de lune
6. La Musclada
7. C'est pas ma p'tite sœur
8. Merguez-Partie
9. Y'a pas d'raison
10. Histoire banale

## Singles
- Juin 1990 : Merguez-Partie (45 tours)
- Novembre 1990 : Vive la France (45 tours)
- Février 1991 : La Musclada (45 tours, Maxi 45 tours promo)

## Crédits
- Paroles  : Cyril "Cobra Kaï" Bouclain
- Musiques : Antoine Vazeux / Gérard Salesses